# Igreja de Santa Maria do Castelo (Torres Vedras)
A Igreja de Santa Maria do Castelo, também referida como Igreja Paroquial de Santa Maria do Castelo e São Miguel de Torres Vedras e Igreja de Nossa Senhora da Assunção, localiza-se na freguesia de Santa Maria, São Pedro e Matacães, no município de Torres Vedras, distrito de Lisboa, em Portugal, situando-se no recinto do Castelo de Torres Vedras.
A Igreja de Santa Maria do Castelo está classificada como Monumento Nacional desde 1910.

## História

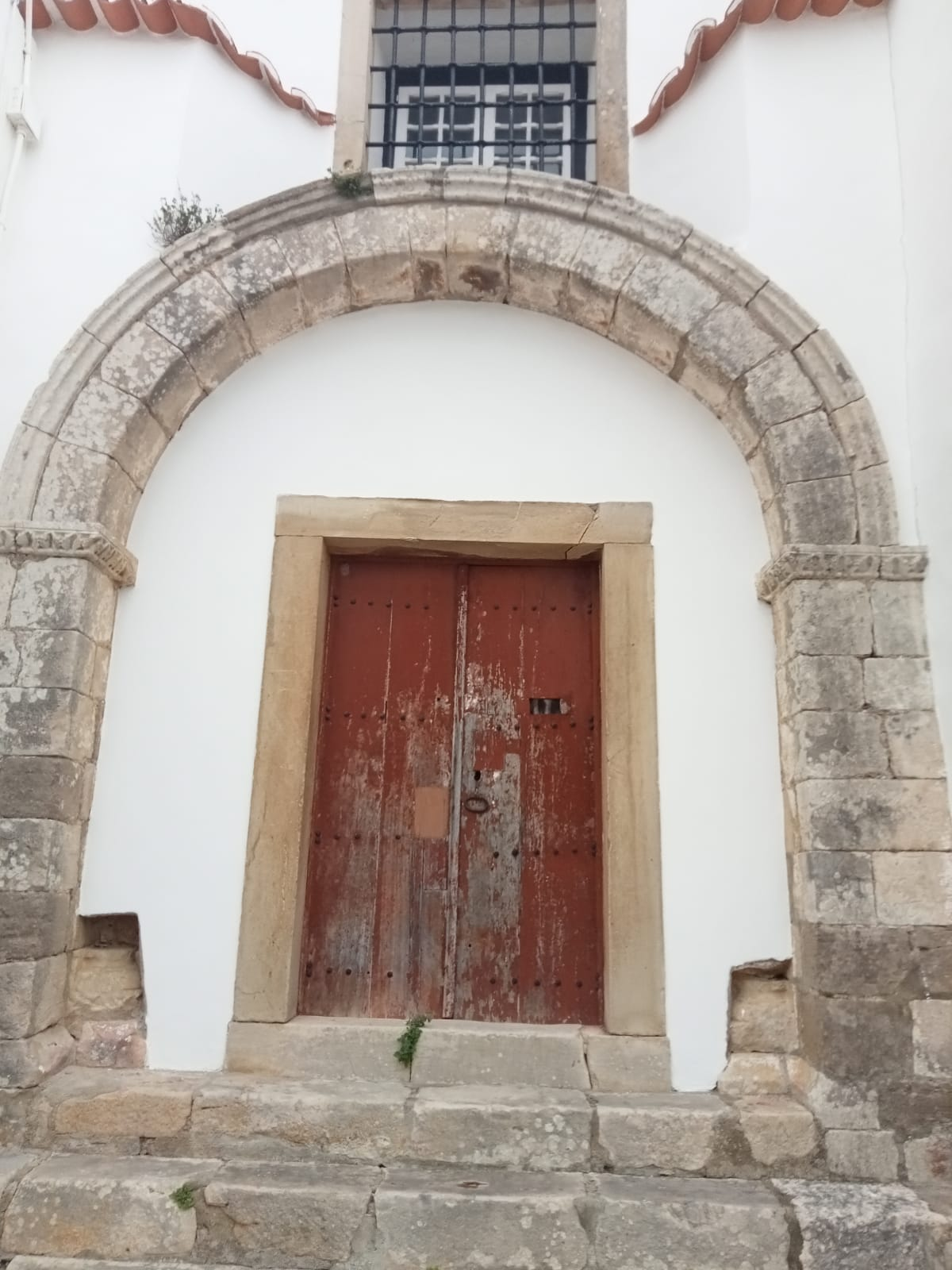
Portal lateral Românico

A igreja foi provavelmente edificada no século XII, no estilo Românico. No século XIV, foi instituída a confraria das ovelhas dos pobres, e no XVI o edifício recebeu sua pia batismal oitavada e alguns painéis. Em data incerta ao longo do século XVII, foram incluídos o púlpito, os azulejos da sacristia e a tábua do coro com a imagem da Ressurreição de Cristo. Em 1662, ocorreram as primeiras obras de restauração. Em nova data incerta, agora no século XVIII, recebeu altares de talha. Em 1718, foi aberto um cabouco (vala ou fosso) para alicerçar um dos muros e ao fazê-lo foi descoberto um túmulo de pedra com grande alfange mourisco, esporas e restos ósseos, mas que foi soterrado. Em 1755, duas das torres da igreja caíram, e em 1770, foi realizada a medição da torre do relógio. Até ao menos o início do século XIX, celebrava-se localmente Nossa Senhora da Assunção em 15 de agosto, e na véspera uma fogueira era acendida no adro da igreja e nas ameias do Castelo de Torres Vedras para celebrar a conquista do castelo por Afonso I (r. 1143–1185).

## Características

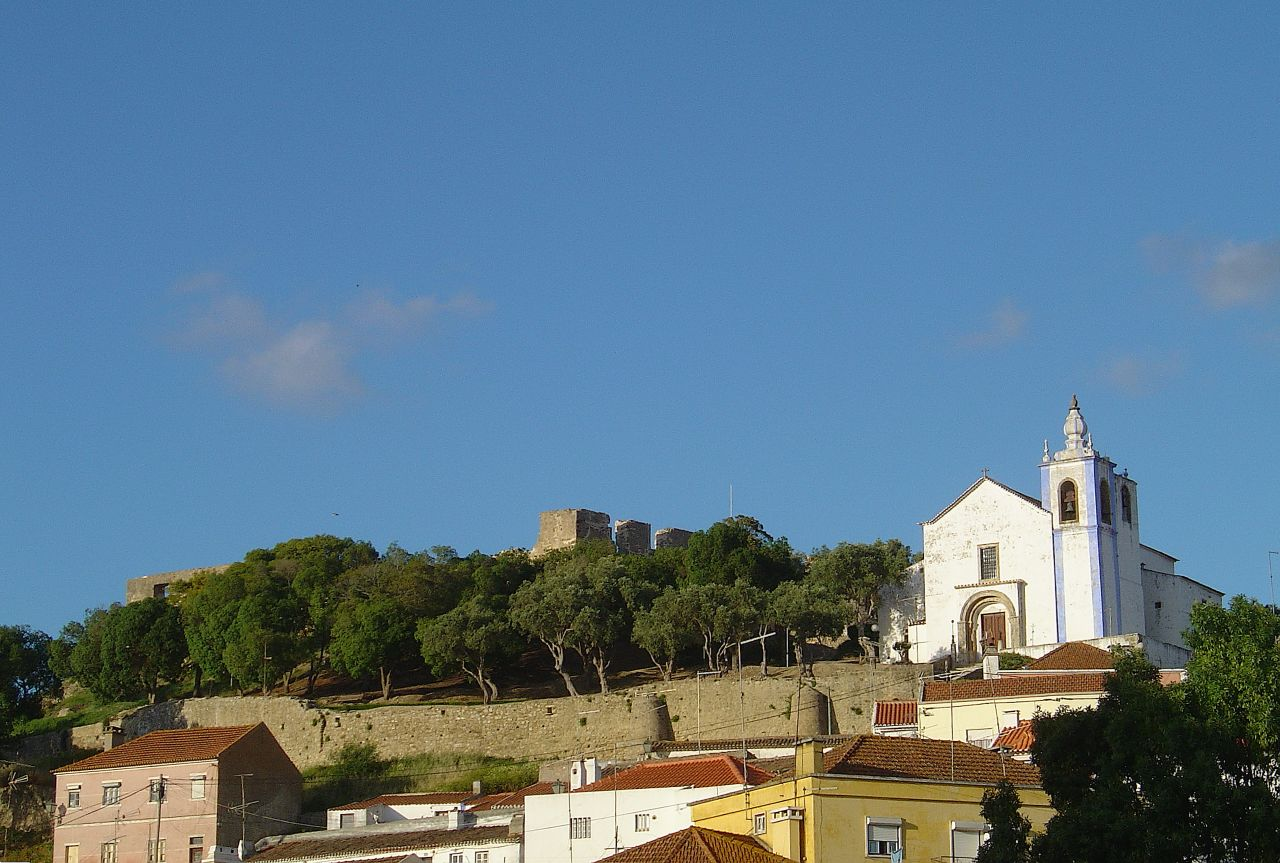
Igreja de Santa Maria do Casteloː vista panorâmica

A Igreja de Santa Maria do Castelo tem planta longitudinal. Apresenta nave única com dois alteres laterais e dois colaterais, dispostos em ângulo, capela-mor retangular e duas torres sineiras, adossadas no lado direito, no alinhamento do frontispício, que termina em empena. O portal principal e o lateral direito possuem trechos em estilo românico. Ambos os portais são de arco pleno com frisos ondulados. O primeiro, por sua vez, abre-se num alfiz e seu arco está apoiado em pé-direito e coluna com capitel de folhagem destacada e duas pombas.
1. 1 2 3  «Igreja Paroquial de Santa Maria do Castelo e São Miguel de Torres Vedras / Igreja de Nossa Senhora da Assunção». Sistema de Informação para o Património Arquitectónico (SIPA). Consultado em 19 de maio de 2022
2. ↑  Ficha na base de dados da DGPC